# Re di Breifne
Lista dei re di Breifne o Bréifne da dopo il 1128 al 1605. La regione di Breifne o Bréifne si trova nell'Irlanda nord-occidentale.
- Tigernan Mor mac Aeda dopo 1128-1172
- Aed mac Gilla Braite 1172-1176
- Amlaib mac Fergaile 1176-1184
- Aed mac Mael Sechlainn 1184-1187
- Ualagarg mac Cathail Leith dopo 1196-1209
- Art mac Domnaill 1209-1210
- Ualagarg mac Cathail Leith dopo 1214-1231
- Cathal Riabach mac Donnchada 1231-1236
- Conchobhar mac Tigernain dopo 1250-1257
- Sigtrygg (Sitric) mac Ualgairg 1256-1257
- Amblaib mac Airt 1257-1258
- Domnall mac Conchobair 1258-1260
- Art mac Cathail Riabaig 1261-1266
- Conchobar Buide mac Amlaib 1266-1273
- Art mac Cathail Riabaig 1273-1275
- Tigernan mac Aeda 1273-1274
- Amlaib mac Airt 1275-1307
- Domnall Carrach mac Amlaib 1307-1311
- Ualgarg mac Domnaill Charraig 1316-1346
- Flaithbheartach mac Domhnaill Charraigh 1346-1349
- Aodh Ban mac Ualghairg 1349-1352
- Tadhg na gCaor mac Ualghairg 1352-1376
- Tighearnan Mor mac Ualghairg 1376-attorno al 1º febbraio 1418
- Aodh Buidhe mac Tighearnain Mhoir 1418-1419
- Tadhg mac Tighearnain Mhoir 1419-1435
- Art mac Taidgh na gCaor 1419-1424
- Lochlainn mac Taidhg na gCaor 1435-1440
- Donnchadh Losc mac Tighearnain Mhoir 1440-1445
- Donnchadh mac Tighearnain Oig 1445-1449
- Lochlainn mac Taidgh na gCaor 1449-1458
- Tighearnan Og mac Taidhg 1449-1468
- Domhnall mac Taidhg 1468-1468
- Donnchadh Losc mac Tighearnain Mhoir 1468-1476
- Feidhlimidh mac Donnchadha 1476-1500
- Eoghan mac Tighearnain Oig 1500-1528
- Feidhlimidh mac Feidhlimidh 1528-1536
- Brian Ballach mac Eoghain 1536-c.1559
- Tadhg mac Briain Bhallaigh attorno al 1559-1560
- Brian Ballach mac Eoghain 1560-1562
- Aodh Gallda mac Briain Bhallaigh 1562-1564
- Aodh Buidhe mac Briain Bhallaigh 1564-1566
- Brian na Murtha mac Briain Bhalliagh 1566-3 novembre 1591
- Brian Og na Samhthach mac Briain na Murtha 1591-1600
- Tadhg mac Briain na Murtha 1600-1605